# Диндори (округ)
Диндори (хинди दिन्डोरी जिला; англ. Dindori) — округ в индийском штате Мадхья-Прадеш. Образован 25 мая 1998 года. Административный центр — город Диндори. Площадь округа — 7470 км². По данным всеиндийской переписи 2001 года население округа составляло 580 730 человек. Уровень грамотности взрослого населения составлял 54,2 %, что выше среднеиндийского уровня (59,5 %). Доля городского населения составляла 4,6 %.